# 39e législature du Parlement de Finlande
Depuis le 12 avril 2023
(1 an, 11 mois et 2 jours)
38e législature
La 39e législature du Parlement de Finlande est un cycle du Parlement finlandais, ouvert le 12 avril 2023 à la suite des élections législatives du 2 avril.

## Historique
La 39e législature s'ouvre le 12 avril 2023 sous la présidence de Kimmo Kiljunen, du Parti social-démocrate, doyen de l'assemblée, qui fait procéder à l'élection du président et des deux vice-présidents. Petteri Orpo, membre du Parti de la coalition nationale, est élu président avec 188 voix, Juho Eerola, du Parti des Finlandais, premier vice-président avec 189 voix, et Tarja Filatov, du Parti social-démocrate, deuxième vice-présidente avec 159 voix.
Le 20 juin suivant, le Parlement élit Petteri Orpo au poste de Premier ministre par 107 voix contre 81. Le lendemain, Jussi Halla-aho, du Parti des Finlandais, est élu président du Parlement cependant que Paula Risikko, du Parti de la coalition nationale, est élue première vice-présidente.